# Balacra rattrayi
Balacra rattrayi là một loài bướm đêm thuộc phân họ Arctiinae, họ Erebidae.